# Турова, Галина Филипповна
Гали́на Фили́пповна Турова (1912, Красноярск — 1998) — советская легкоатлетка и тренер.
Заслуженный мастер спорта СССР (1937), заслуженный тренер СССР (1963). Выступала за Ленинград (по 1938), Москву — спортивное общество «Динамо».
8-кратная чемпионка СССР в беге на 80 м с барьерами, эстафете 4×100 м, прыжках в длину и метании диска. Тренер сборной СССР (в том числе на ОИ 1956). Подготовила ряд спортсменок, в том числе олимпийскую чемпионку В. Крепкину.

## Биография
С детства Галина занималась бегом, прыжками в длину, зимой — лыжами и коньками. Участвовала во Всесоюзной спартакиаде 1928 года, но высоких результатов не добилась. Успехи пришли в Ленинграде, куда Турова приехала для учёбы в ГОЛИФКе им. П. Ф. Лесгафта. В 1933 году она установила первый рекорд СССР, а в 1934 году стала 4-кратной чемпионкой чемпионкой СССР, в трёх видах установив рекорды СССР; её рекорд в прыжках в длину продержался до 1948 года.
Окончив ГОЛИФК (1938), она переехала в Москву. Во время Великой Отечественной войны Турова, работая в госпиталях, занималась реабилитацией раненых.
Результаты Туровой неоднократно попадали в десятку лучших результатов сезона в мире в беге на 80 м с барьерами (1938, 1940, 1943—1947), прыжках в длину (1934, 1936, 1945—1946) и метании диска (1938—1939).
Турова закончила спортивную карьеру в 1946 году, но уже в 1945 году стала работать тренером. Среди её учеников была и Ирина Турова (1935—2012) — дочь Галины Туровой и Роберта Люлько.
Помимо тренерской деятельности, Турова занималась спортивной фотографией; её работы печатали многие газеты и журналы СССР.
Умерла в 1998 году; похоронена на Новодевичьем кладбище Москвы.

## Спортивные достижения
|       | Бег на 100 м | Бег на 100 м | Бег на 80 м с/б | Бег на 80 м с/б | Эстафета 4×100 м    | Эстафета 4×100 м  | Прыжки в длину | Прыжки в длину  | Метание диска | Метание диска    |
| Место | Результат    | Место        | Результат       | Место           | Результат (команда) | Место             | Результат      | Место           | Результат     |                  |
| ----- | ------------ | ------------ | --------------- | --------------- | ------------------- | ----------------- | -------------- | --------------- | ------------- | ---------------- |
| 1934  | 2-е место    | 12,7         | чемпионка       | 12,5 — Р СССР   | чемпионка           | 50,2 («Динамо»)   | чемпионка      | 5,80 м — Р СССР | чемпионка     | 38,58 м — Р СССР |
| 1935  |              |              |                 |                 |                     |                   |                |                 |               |                  |
| 1936  |              |              |                 |                 |                     |                   |                |                 |               |                  |
| 1937  |              |              |                 |                 |                     |                   |                |                 | чемпионка     | 38,89 м          |
| 1938  |              |              | 2-е место       | 12,7            | чемпионка           | 49,4 («Динамо»)   |                |                 | 2-е место     | 40,09 м          |
| 1939  |              |              |                 |                 |                     |                   |                |                 | 3-е место     | 41,32 м          |
| 1940  |              |              | 2-е место       | 12,2            |                     |                   |                |                 |               |                  |
| 1943  |              |              | 3-е место       | 11,9            |                     |                   | чемпионка      | 5,57 м          |               |                  |
| 1944  |              |              |                 |                 |                     |                   | 3-е место      | 5,34 м          |               |                  |
| 1945  |              |              |                 |                 |                     |                   | чемпионка      | 5,61 м          | 3-е место     | 37,90 м          |
| 1946  |              |              |                 |                 | чемпионка           | 49,5 (сб. Москвы) | 3-е место      | 5,32 м          |               |                  |

Рекорды СССР
```
бег на 60 м
[
6
]
       7,7              6.06.1934   
Ленинград

бег на 80 м с/б    12,8              1.08.1934   
Москва
, чемпионат СССР
                   12,5              2.08.1934   
Москва
, чемпионат СССР
                   12,2              2.07.1937   
Ленинград

                   12,0              6.08.1938   
Москва

                   11,8              8.09.1938   
Харьков

                   11,7              2.10.1938   
Киев

прыжки в длину      5,80             1.08.1934   
Москва
, чемпионат СССР

метание диска      36,80            21.07.1933   
Москва

                   38,58             4.08.1934   
Москва
, чемпионат СССР
```

## Тренер
Воспитанники
- Бочкарёва (Турова), Ирина Робертовна — чемпионка Европы 1954 в беге на 100 м и эстафете 4×100 м, серебряный призёр в беге на 200 м, рекордсменка мира (1953) в эстафете 4×100 м.
- Крепкина, Вера Самуиловна — олимпийская чемпионка 1960 в прыжках в длину, чемпионка Европы 1954, 1958, 2-кратная рекордсменка мира (1953, 1956) в эстафете 4×100 м.
- Сафронова, Зинаида — 2-кратная рекордсменка мира (1953, 1955) в эстафете 4×100 м.

## Награды
- Орден «Знак Почёта» (16.09.1960) — за успешные выступления в XVII летних и VIII зимних Олимпийских играх 1960 года, а также за выдающиеся спортивные достижения[7]

## Книги
Соавтор первого советского учебника по лёгкой атлетике:
- Турова Г. Ф. Тренировка женщин // Лёгкая атлетика: Учебник для институтов физической культуры / Под общ. ред. Н. Г. Озолина, Г. В. Васильева, З. К. Смирнова. — М.: «Физкультура и спорт», 1940. — 479 с.

Мемуары:
- Турова Г. Ф. На беговой дорожке — женщины / [Лит. запись В. Теннова]. — М.: «Физкультура и спорт», 1983. — 176 с.

## Награды
- Орден «Знак Почёта» (1960)